# Valsinni
Valsinni é uma comuna italiana da região da Basilicata, província de Matera, com cerca de 1.794 habitantes. Estende-se por uma área de 31 km², tendo uma densidade populacional de 58 hab/km². Faz fronteira com Colobraro, Nocara (CS), Noepoli (PZ), Nova Siri, Rotondella, San Giorgio Lucano.

## Demografia
| Variação demográfica do município entre 1861 e 2011                               |
|                                                                                   |
| Fonte: Istituto Nazionale di Statistica (ISTAT) - Elaboração gráfica da Wikipedia |